# Michaił Kostylow
Michaił Aleksiejewicz Kostylow (ros. Михаи́л Алексе́евич Костылёв, 1900–1974) – radziecki dyplomata.
Należał do WKP(b), od 1937 pracował w Ludowym Komisariacie Spraw Zagranicznych ZSRR, 1940-1941 był zastępcą kierownika Wydziału III Europejskiego tego komisariatu, 1942-1944 radcą Ambasady ZSRR w Turcji. W 1944 ekspert sekcji sowieckiej Rady Konsultacyjnej ds. Problemu Włoch, od 20 marca 1944 do 1 kwietnia 1945 przedstawiciel dyplomatyczny ZSRR przy Rządzie Włoch, od 1 kwietnia 1945 do 9 lutego 1945 ambasador nadzwyczajny i pełnomocny ZSRR we Włoszech, od lutego 1954 do listopada 1956 członek Kolegium Ministerstwa Spraw Zagranicznych ZSRR. Od 10 listopada 1956 do 10 listopada 1959 ambasador nadzwyczajny i pełnomocny ZSRR w Argentynie, później ekspert-konsultant Komisji ds. Publikacji Dokumentów Dyplomatycznych MSZ ZSRR.